# Den nya moralen
Den nya moralen är en samlingsvolym som består av tre skrifter av den ryska feministen och kommunisten Aleksandra Kollontaj: Den nya moralen och arbetarklassen (Новая мораль и рабочий класс), Bered plats åt "den bevingade Eros" (Дорогу крылатому Эросу!) och En sexuellt emanciperad kommunistisk kvinnas memoarer.
I. Den nya moralen och arbetarklassen
Denna skrift handlar bland annat om den ryska nya kvinnan som fick ett nytt raison d'être efter den bolsjevikiska oktoberrevolutionen 1917. Kollontaj beskriver den nya kvinnan som en "hjältinna" som, medveten om sitt oberoende och värde, protesterar mot sin tjänande ställning i staten, familjen och samhället.
II. Bered plats åt "den bevingade Eros"
Kollontai presenterar i skriften hur den nya kvinnan ska bejaka sin sexualitet i socialismens tidevarv. Hon hävdar att kvinnans sexualitet historiskt har begränsats av olika orsaker, men att kvinnan under socialismen är fri att upptäcka och omfamna sina sexuella begär och behov.
III. En sexuellt emanciperad kommunistisk kvinnas memoarer
Dessa memoarer utgör en redogörelse för Kollontajs egna sexuella erfarenheter.